# Condado de Crawford (Iowa)
O Condado de Crawford é um dos 99 condados do estado norte-americano de Iowa. A sede do condado é Denison, que é também a sua maior cidade. O condado tem uma área de 1852 km² (dos quais 2 km² estão cobertos por água), uma população de 17 096 habitantes, e uma densidade populacional de 13 hab/km² (segundo o censo nacional de 2010). O condado foi fundado em 1837 e recebeu o seu nome em homenagem a William Harris Crawford (1772-1834), político e juiz estadunidense. Crawford foi Secretário da Guerra dos Estados Unidos (1815 a 1816), Secretário do Tesouro dos Estados Unidos (1816 a 1825), diplomata na França (1813 a 1815) e candidato à presidência dos Estados Unidos pelo Partido Republicano na eleição de 1824.

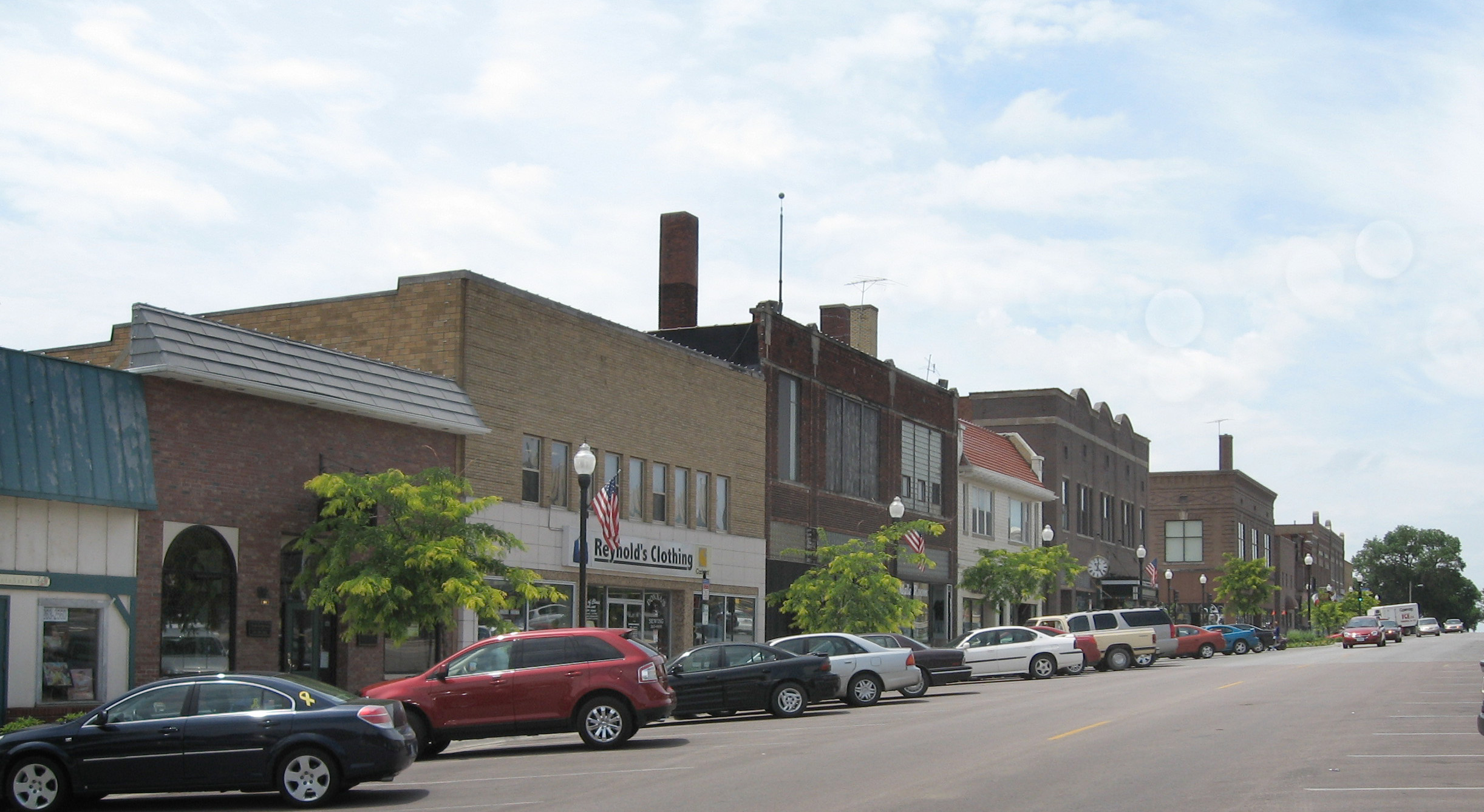
Rua de Denison, sede do condado de Crawford, Iowa